# Barbie (film)
Barbie è un film del 2023 diretto da Greta Gerwig.
La pellicola ha come protagonisti Margot Robbie e Ryan Gosling, ed è il primo adattamento cinematografico in live action dell'omonima fashion doll della Mattel.

## Trama
Barbie stereotipo e una vasta gamma di altre Barbie vivono a Barbieland, una società ginarchica in cui tutte le donne sono sicure di sé, autonome e di successo. I Ken trascorrono tutte le loro giornate impegnandosi in attività ricreative in spiaggia, mentre le Barbie ricoprono tutte le posizioni lavorative importanti, come mediche, avvocatesse e politiche. Ken è felice solo quando è con Barbie e cerca un rapporto più stretto con lei, la quale però lo respinge, preferendo l'indipendenza e le serate tra amiche.
Durante un ballo a una festa, la protagonista inizia a preoccuparsi improvvisamente della sua morte. Il giorno dopo scopre di non poter più completare la sua solita routine, che i suoi piedi si sono appiattiti (ciò è intollerabile per le Barbie, i cui talloni non poggiano a terra), che ha la cellulite e anche l'alito cattivo. Barbie stramba, un'emarginata saggia ma sfigurata, le dice che, per curare la sue afflizioni, dovrà recarsi nel mondo reale e trovare la bambina che gioca con lei. Mentre Barbie sta per partire per il mondo reale, Ken si nasconde nella sua auto decapottabile: una volta scoperto, la protagonista gli permette, dopo un'iniziale riluttanza, di unirsi a lei.
Arrivati a Venice Beach, i due provocano molteplici disastri e vengono arrestati, allarmando l'amministratore delegato della Mattel, che ne ordina la cattura. Barbie rintraccia la sua proprietaria, un'adolescente di nome Sasha, la quale mostra disprezzo verso di lei e la critica per aver incoraggiato standard di bellezza irrealistici e consumismo sfrenato. Sconvolta, la protagonista scopre che la vera responsabile della sua crisi esistenziale è Gloria, la madre di Sasha, dipendente della Mattel: la donna ha iniziato a giocare con le vecchie bambole della figlia mentre aveva una crisi di identità ed ha trasferito inavvertitamente le sue preoccupazioni a Barbie. Gloria e Sasha salvano quest'ultima dall'amministratore delegato di Mattel e dai suoi subordinati, viaggiando insieme verso Barbieland.
Nel frattempo Ken, tramite alcuni libri trovati nel mondo reale, viene a conoscenza dell'esistenza della società patriarcale e si sente rispettato e accettato per la prima volta nella sua vita. Tornato a Barbieland, convince gli altri Ken a prendere il sopravvento e le Barbie vengono sottomesse a ruoli minori, come governanti, casalinghe e simpatiche fidanzate. Quando Barbie ritorna, cerca di convincere i Ken e le Barbie a far tornare le cose com'erano, ma viene respinta. Diventata depressa, Gloria le fa un discorso stimolante su cosa significhi essere una donna. Con l'incoraggiamento di quest'ultima, Sasha, Barbie stramba, Allan e delle altre bambole fuori produzione, le Barbie si liberano dai Ken e li manipolano sentimentalmente, facendo in modo che combattano tra di loro; ciò permette alle Barbie di riconquistare le loro posizioni di potere ed impedisce ai Ken di alterare la Costituzione e sancire la superiorità maschile.
Le Barbie si rendono conto tuttavia di quanto sia il sistema matriarcale che quello patriarcale siano sbagliati e decidono di apportare alcune modifiche a Barbieland, iniziando un percorso verso la parità di trattamento tra le Barbie, i Ken e tutte le bambole emarginate. Barbie e Ken si scusano a vicenda e riconoscono i loro sbagli. Quest'ultimo le confida di non essere niente senza di lei, per cui Barbie lo incoraggia a trovare la sua identità da solo. La protagonista, ormai insicura di chi sia davvero, incontra lo spirito della co-fondatrice di Mattel e inventrice della bambola Barbie Ruth Handler, la quale le spiega che la sua vita non ha una fine prestabilita e la sua storia in continua evoluzione supera quella delle sue radici, in quanto le idee, a differenza delle persone, vivono per sempre. Così Barbie decide di diventare umana e tornare nel mondo reale. Qualche tempo dopo, Gloria, suo marito e Sasha portano la protagonista, che adesso si fa chiamare Barbara Handler, al suo primo appuntamento dalla ginecologa.

## Personaggi
- Barbie, interpretata da Margot Robbie: la bambola protagonista del film, denominata anche "Barbie stereotipo"
- Ken, interpretato da Ryan Gosling: l'amico di Barbie, innamorato di lei.[1][2]
- Gloria, interpretata da America Ferrera: un'impiegata della Mattel che aiuta Barbie nel mondo umano.[1]
- Allan, interpretato da Michael Cera: il migliore amico di Ken.[1][3]
- Sasha, interpretata da Ariana Greenblatt: la figlia adolescente di Gloria.[1]
- Ruth Handler, interpretata da Rhea Perlman: lo spirito della co-fondatrice di Mattel.[4]
- CEO Mattel, interpretato da Will Ferrell: il capo della celebre azienda di giocattoli, che vuole essere chiamato "madre".[1]
- Aaron Dinkins, interpretato da Connor Swindells: uno stagista.[1]
- Barbie stramba, interpretata da Kate McKinnon: una versione alternativa di Barbie che ama fare le spaccate.[1][3]
- Barbie presidente, interpretata da Issa Rae: una versione alternativa di Barbie a capo del Campidoglio di Barbieland.[1][3]
- Barbie dottoressa, interpretata da Hari Nef: una versione alternativa di Barbie che lavora in ospedale.[1][3]
- Barbie scrittrice, interpretata da Alexandra Shipp: una versione alternativa di Barbie celebre per i suoi romanzi.[1][3]
- Barbie fisica, interpretata da Emma Mackey: una versione alternativa di Barbie che ha vinto un Premio Nobel per la fisica.[1][3]
- Barbie avvocatessa, interpretata da Sharon Rooney: una versione alternativa di Barbie che si occupa di rappresentanza legale.[1][3]
- Barbie giudice, interpretata da Ana Cruz Kayne: una versione alternativa di Barbie che lavora alla Corte Suprema.[1][3]
- Barbie sirena, interpretata da Dua Lipa: una versione alternativa di Barbie con la coda di sirena.[1][3]
- Barbie diplomatica, interpretata da Nicola Coughlan: una versione alternativa di Barbie che si occupa di diplomazia.[1][3]
- Barbie giornalista, interpretata da Ritu Arya: una versione alternativa di Barbie che ha vinto un Premio Pulitzer per il suo lavoro.[1][3]
- Ken #1, interpretato da Kingsley Ben-Adir: una versione alternativa di Ken.[1][3]
- Ken #2, interpretato da Simu Liu: una versione alternativa di Ken.[1][3]
- Ken #3, interpretato da Scott Evans: una versione alternativa di Ken.[1][3]
- Ken #4, interpretato da Ncuti Gatwa: una versione alternativa di Ken.[1][3]
- Ken tritone, interpretato da John Cena: una versione alternativa di Ken con la coda di tritone.[5]
- Dirigente Mattel #1, interpretato da Jamie Demetriou: un uomo piuttosto formale.[1]

## Produzione
Lo sviluppo di un film basato sulle bambole Barbie è iniziato già nel settembre 2009, quando Mattel ha firmato un accordo per sviluppare il progetto con la Universal Pictures, con Laurence Mark come produttore, ma nulla è andato poi in porto.
Nell'aprile 2014, Mattel ha poi collaborato con Sony Pictures: il progetto prevedeva Jenny Bicks alla sceneggiatura e Laurie MacDonald e Walter F. Parkes come produttori, con le riprese fissate per la fine dell'anno.
Nel marzo 2015 Diablo Cody è stata scelta per riscrivere la sceneggiatura, mentre Amy Pascal si era unita al team di produzione. Sempre nel 2015, Sony ha fatto riscrivere la sceneggiatura da Lindsey Beer, Bert V. Royal e Hillary Winston.
Nel dicembre 2016 Amy Schumer era entrata in trattative per il ruolo da protagonista, con la sceneggiatura di Hillary Winston riscritta dalla stessa Schumer e sua sorella Kim Caramele. Nel marzo 2017 Amy Schumer ha lasciato la produzione a causa di conflitti di programmazione. Nel luglio 2017 anche Anne Hathaway ha iniziato a interessarsi al ruolo principale, e la Sony nello stesso periodo ha assunto Olivia Milch per riscrivere la sceneggiatura e Alethea Jones come regista.
Nell'ottobre 2018 i diritti cinematografici per la Sony sul progetto erano in scadenza e sono passati alla Warner Bros., con un conseguente cambio di cast: Margot Robbie era in lizza come protagonista, mentre Patty Jenkins in corsa per la regia. Margot Robbie è stata confermata nel luglio 2019, mentre Greta Gerwig e Noah Baumbach erano appena stati scelti come sceneggiatori. Nel luglio 2021 la Gerwig è stata designata anche per dirigere il film al posto della Jenkins.
Nell'ottobre 2021 anche Ryan Gosling entrò nelle trattative finali per interpretare il celebre corrispondente maschile di Barbie, Ken. Nella prima metà del 2022 il cast è stato confermato al completo.

### Riprese

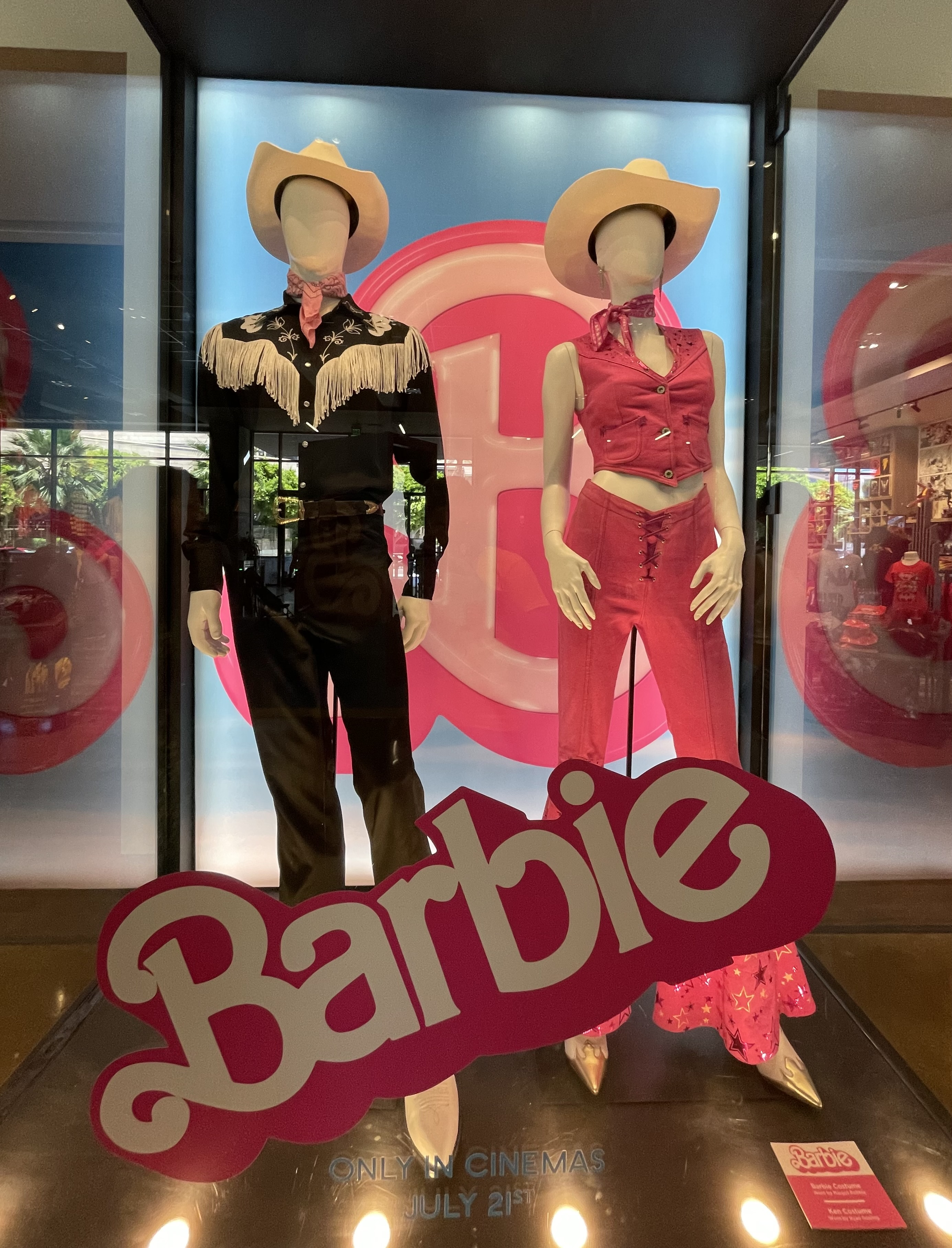
I costumi indossati da Ryan Gosling e Margot Robbie durante le riprese del film, esposti al Warner Bros. Studio Tour Hollywood

Le riprese del film, iniziate nel marzo 2022 agli Studi Leavesden, in Inghilterra, sono terminate il 21 luglio dello stesso anno. Alcune riprese aggiuntive sono state effettuate nell'aprile 2023.
Il budget del film è stato di 100 milioni di dollari.

## Colonna sonora
La colonna sonora del film, Barbie: The Album, distribuita il 21 luglio 2023, è stata prodotta da Mark Ronson con la supervisione di George Drakoulias. Il progetto vede la partecipazione di numerosi artisti, tra cui Ava Max, Charli XCX, Dua Lipa, Ice Spice, Karol G, Khalid, The Kid Laroi, Lizzo, Nicki Minaj, Ryan Gosling, Tame Impala, Billie Eilish e Sam Smith. Nel corso di un anno, Gerwig e Ronson avevano stilato una lista di artisti che volevano nella colonna sonora e, durante il montaggio del film in post-produzione, mostravano scene del film a questi artisti in modo che si potessero immedesimare nell'atmosfera.
Il brano Dance the Night di Dua Lipa viene pubblicato come primo singolo il 26 maggio 2023. Il secondo singolo, Watati, interpretato da Karol G e Aldo Ranks viene pubblicato il 1º giugno 2023. Il terzo singolo Barbie World, interpretato da Nicki Minaj e Ice Spice viene pubblicato il 23 giugno successivo, che vede il campionamento del brano Barbie Girl degli Aqua, sebbene inizialmente fosse stato comunicato che non avrebbero fatto parte del progetto.

## Promozione
(Tagline del film)
Il primo teaser trailer del film è stato diffuso il 16 dicembre 2022; il secondo teaser viene pubblicato il 4 aprile 2023 insieme ai poster del film.
Il 12 giugno 2023 viene annunciato sulle pagine social del film un tour mondiale per la promozione in otto città: Los Angeles, New York, Toronto, Sydney, Seul, Città del Messico, Londra e Berlino. Gli eventi nelle città sono stati correlati da esperienze interattive, servizi fotografici, specialità gastronomiche e musica a tema Barbie.

## Distribuzione
Il film è stato distribuito nelle sale cinematografiche italiane a partire dal 20 luglio 2023 e in quelle statunitensi dal 21 luglio dello stesso anno.
Dal 22 settembre 2023 il film torna in sala per una settimana, negli Stati Uniti, con delle scene inedite dopo i titoli di coda.

### Divieti
Il film non è stato distribuito nelle sale cinematografiche del Vietnam a causa della presenza di una scena in cui viene mostrata la linea dei nove tratti, una demarcazione tracciata dal governo cinese che nega la sovranità ad altri Paesi, tra cui il Vietnam, in un'area marina piena di risorse.
Anche nelle Filippine la presenza della stessa mappa ha creato lo stesso disagio, tuttavia la pellicola è stata comunque distribuita eliminando la scena incriminata.
In Libano, Kuwait e Algeria il film è stato vietato con l'accusa di "promuovere l'omosessualità".

### Edizione italiana
L'edizione italiana del film è stata curata dalla Warner Bros. Discovery Italia con la direzione del doppiaggio da parte di Claudia Razzi e l'adattamento dei dialoghi da parte di Cecilia Gonnelli, entrambe assistite da Silvia Ferri. Il doppiaggio italiano e la sonorizzazione della pellicola, invece, sono stati eseguiti dalla CDC Sefit Group.

## Accoglienza

### Incassi
Nel primo fine settimana di programmazione, il film si è posizionato al primo posto del botteghino statunitense incassando 155 milioni di dollari.
Il film ha incassato 636238421 $ nel Nord America e 810800000 $ nel resto del mondo, per un totale  di 1447038421 $, diventando il 16º film con maggiori incassi nella storia del cinema.
In Italia ha incassato 32168412 € con 4398179 presenze, ed è stato il secondo film più visto e secondo maggior incasso del 2023 dietro C'è ancora domani. È anche l'11º  maggior incasso di sempre.

### Critica
Sull'aggregatore Rotten Tomatoes il film riceve l'88% delle recensioni professionali positive con un voto medio di 8 su 10 basato su 505 critiche, mentre su Metacritic ottiene un punteggio di 80 su 100 basato su 67 critiche.
Dopo la première avvenuta a Los Angeles, i primi commenti della critica sono stati molto positivi, promuovendo soprattutto il cast: Joseph Deckelmeier di Screen Rant definisce il film "divertente, roboante e molto intelligente; Greta Gerwig segna un fuoricampo, mentre la Robbie è fantastica e Gosling e Simu Liu sono puro intrattenimento"; Perri Nemiroff di Collider ha elogiato costumi, scenografia e Margot Robbie, meno la storia; Jamie Jirak di ComicBook.com lo ha definito il suo film preferito dell'anno, spingendo per una candidatura all'Oscar per Gosling; Sharronda Williams ha descritto il film come "spiritoso, sincero e decisamente divertente" elogiando Gosling ma criticandone la sceneggiatura; secondo Katcy Stephan di Variety "Barbie è la perfezione, come Robbie e Gosling nei ruoli che sono nati per interpretare".
La rivista Best Movie ha posizionato il film al ventunesimo posto dei migliori del 2023.

### Primati
- È il film diretto da una donna ad aver incassato di più nel primo giorno di programmazione, 155 milioni di dollari.[47]
- È il primo film live-action diretto da una donna a raggiungere il miliardo di incassi nel mondo.[48]
- È il film con il maggior incasso in Nord America diretto da una donna.[49][50]
- Ha registrato il miglior debutto del 2023 nel primo fine settimana di programmazione, sia negli Stati Uniti[39] che in Italia.[51]
- Ha registrato il miglior incasso per un film Warner Bros. nel primo lunedì di programmazione nel Nord America con 26 milioni di dollari, battendo il primato che apparteneva a Il cavaliere oscuro (2008).[52]
- È il miglior incasso del 2023 nel Nord America.[53]
- È il miglior incasso della Warner Bros.[54]
- È il film più venduto dalla catena statunitense Alamo Drafthouse Cinema.[54]
- È il film che ha ottenuto più candidature nella storia dei Critics' Choice Awards, nella 29ª edizione.[55]

## Riconoscimenti
- 2024 – Premio Oscar[56]
  - Miglior canzone per What Was I Made For? a Billie Eilish e Finneas O'Connell[57]
  - Candidatura al miglior film
  - Candidatura al miglior attore non protagonista a Ryan Gosling
  - Candidatura alla miglior attrice non protagonista a America Ferrera
  - Candidatura alla miglior sceneggiatura non originale a Greta Gerwig e Noah Baumbach
  - Candidatura alla miglior scenografia a Sarah Greenwood e Katie Spencer
  - Candidatura ai migliori costumi a Jacqueline Durran
  - Candidatura alla miglior canzone per I'm Just Ken a Mark Ronson e Andrew Wyatt
- 2024 – Golden Globe[58][59]
  - Migliore canzone originale a Billie Eilish e Finneas O'Connell per What Was I Made For?
  - Miglior risultato al cinema e al box office
  - Candidatura al miglior film commedia o musicale
  - Candidatura alla migliore attrice in un film commedia o musicale a Margot Robbie
  - Candidatura al miglior attore non protagonista per Ryan Gosling
  - Candidatura alla miglior regista a Greta Gerwig
  - Candidatura alla migliore sceneggiatura a Greta Gerwig e Noah Baumbach
  - Candidatura alla migliore canzone originale a Caroline Ailin, Dua Lipa, Mark Ronson e Andrew Wyatt per Dance the Night
  - Candidatura alla migliore canzone originale a Mark Ronson e Andrew Wyatt per I'm Just Ken
- 2023 – Gotham Independent Film Awards[60]
  - Candidatura per la miglior interpretazione da non protagonista a Ryan Gosling
- 2023 – Los Angeles Film Critics Association[61]
  - Miglior scenografia a Sarah Greenwood
- 2023 – National Board of Review[62]
  - Migliori dieci film dell'anno
  - Miglior fotografia a Rodrigo Prieto
- 2023 – Santa Barbara International Film Festival[63]
  - Kirk Douglas Award for Excellence in Film a Ryan Gosling
- 2024 – British Academy Film Awards[64]
  - Candidatura alla migliore sceneggiatura originale a Greta Gewig e Noah Baumbach
  - Candidatura alla migliore attrice protagonista a Margot Robbie
  - Candidatura al miglior attore non protagonista a Ryan Gosling
  - Candidatura ai migliori costumi a Jacqueline Durran
  - Candidatura alla migliore scenografia a Sarah Greenwood e Katie Spencer
- 2024 – Critics' Choice Awards[65][66]
  - Miglior sceneggiatura originale a Greta Gewig e Noah Baumbach
  - Miglior scenografia a Sarah Greenwood e Katie Spencer
  - Migliori costumi a Jacqueline Durran
  - Miglior trucco e acconciatura
  - Miglior film commedia
  - Miglior canzone per I'm Just Ken
  - Candidatura al miglior film
  - Candidatura alla miglior attrice a Margot Robbie
  - Candidatura al miglior attore non protagonista a Ryan Gosling
  - Candidatura alla miglior attrice non protagonista a America Ferrera
  - Candidatura al miglior giovane interprete a Ariana Greenblatt
  - Candidatura al miglior cast corale
  - Candidatura al miglior regista a Greta Gerwig
  - Candidatura alla miglior fotografia a Rodrigo Prieto
  - Candidatura al miglior montaggio a Nick Houy
  - Candidatura alla miglior canzone per Dance the Night
  - Candidatura alla miglior canzone per What Was I Made For?
  - Candidatura alla miglior colonna sonora a Mark Ronson e Andrew Wyatt
- 2024 – Directors Guild of America Award[67]
  - Candidatura alla miglior regia a Greta Gewig
- 2024 – Grammy Awards
  - Canzone dell'anno a Billie Eilish e Finneas O'Connell per What Was I Made For?'
  - Miglior canzone scritta per media visivi a Billie Eilish e Finneas O'Connell per What Was I Made For?
  - Miglior raccolta di colonna sonora per i media visivi
  - Candidatura alla canzone dell'anno a Dua Lipa per Dance the Night
  - Candidatura alla miglior canzone rap a Nicki Minaj, Ice Spice e gli Aqua per Barbie World
  - Candidatura alla miglior canzone scritta per media visivi a Dua Lipa per Dance the Night
  - Candidatura alla miglior canzone scritta per media visivi a Nicki Minaj, Ice Spice e gli Aqua per Barbie World
  - Candidatura alla miglior canzone scritta per media visivi a Ryan Gosling e Mark Ronson per I'm Just Ken
- 2024 - National Film Awards[68]
  - Candidatura alla miglior attrice a Margot Robbie
  - Candidatura al miglior film internazionale
  - Candidatura al miglior contributo al film a Margot Robbie
- 2024 – People's Choice Awards[69][70]
  - Miglior film
  - Miglior film commedia
  - Star maschile dell'anno a Ryan Gosling
  - Star femminile dell'anno a Margot Robbie
  - Miglior performance dell'anno a America Ferrera
  - Candidatura alla star comica dell'anno a Ryan Gosling
  - Candidatura alla star comica dell'anno a Margot Robbie
  - Candidatura alla miglior performance dell'anno a Simu Liu
- 2024 – Producers Guild of America Awards[71]
  - Candidatura al miglior film
- 2024 – Satellite Award[72]
  - Candidatura al miglior film commedia o musicale
  - Candidatura alla miglior attrice in un film commedia o musicale a Margot Robbie
  - Candidatura alla migliore attrice non protagonista a America Ferrera
  - Candidatura al miglior attore non protagonista a Ryan Gosling
  - Candidatura al miglior regista a Greta Gewig
  - Candidatura alla migliore sceneggiatura originale a Greta Gewig e Noah Baumbach
  - Candidatura alla miglior canzone originale per I'm Just Ken
  - Candidatura alla miglior canzone originale per What Was I Made For?
  - Candidatura al miglior montaggio a Nick Houy
  - Candidatura alla migliore scenografia a Sarah Greenwood e Katie Spencer
  - Candidatura ai migliori costumi a Jacqueline Durran
- 2024 – Saturn Award[73][74]
  - Miglior attrice a Margot Robbie
  - Miglior scenografia a Sarah Greenwood
  - Migliori costumi a Jacqueline Durran
  - Candidatura al miglior film fantasy
  - Candidatura al miglior attore non protagonista a Ryan Gosling
  - Candidatura alla miglior regia a Greta Gerwig
  - Candidatura alla migliore sceneggiatura a Greta Gewig e Noah Baumbach
  - Candidatura alla miglior colonna sonora a Mark Ronson e Andrew Wyatt
- 2024 – Screen Actors Guild Award[75]
  - Candidatura alla migliore attrice cinematografica a Margot Robbie
  - Candidatura al miglior attore non protagonista cinematografico a Ryan Gosling
  - Candidatura al miglior cast cinematografico
  - Candidatura alle migliori controfigure cinematografiche
- 2024 – Writers Guild of America Award[76]
  - Candidatura alla miglior sceneggiatura originale a Greta Gerwig e Noah Baumbach

## Barbenheimer

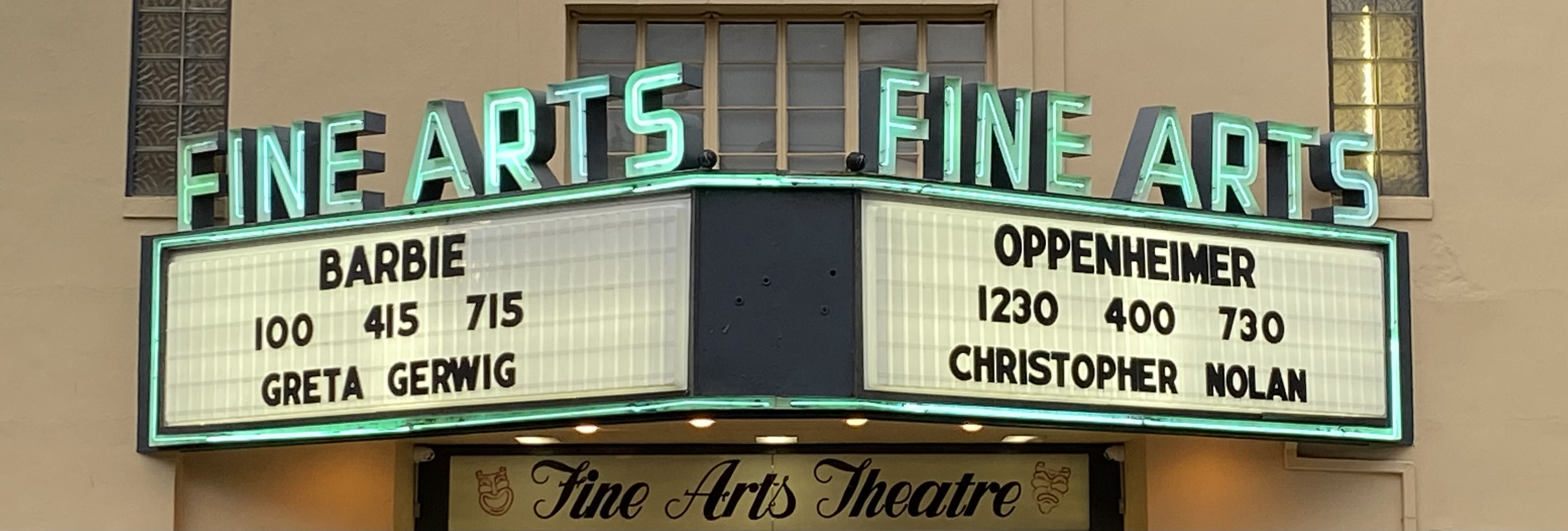
Barbie e Oppenheimer promossi sull'insegna del Fine Arts Theatre di Asheville, North Carolina, Stati Uniti

Negli Stati Uniti e in altri Paesi Barbie è stato distribuito in contemporanea con Oppenheimer di Christopher Nolan. Questa concomitanza, unita alla grande attesa per entrambi i film, molto diversi tra loro nel genere e nei contenuti (si è trattato di un caso di controprogrammazione), ha originato un fenomeno culturale che ha preso il nome di Barbenheimer, un portmanteau dei due titoli. Entrambi i film sono stati molto apprezzati dal pubblico e dalla critica e si sono rivelati campioni d'incassi.

## Sequel
Il 25 luglio 2023, in occasione della premiere di Barbie, la regista Greta Gerwig ha dichiarato di non avere piani per un sequel. Il 4 agosto 2023 è stato riportato che Gerwig, il co-sceneggiatore Noah Baumbach e le star Margot Robbie e Ryan Gosling avevano firmato per partecipare a un solo film. Tuttavia, il 13 dicembre 2024, The Hollywood Reporter ha riferito che un sequel di Barbie era entrato nelle fasi iniziali di sviluppo da parte di Warner Bros. e Mattel, con Gerwig e Baumbach previsti per il ritorno. I rappresentanti di Warner Bros., Gerwig e Baumbach hanno però smentito questa affermazione.